# Paracnemolia schoutedeni
Paracnemolia schoutedeni là một loài bọ cánh cứng trong họ Cerambycidae.